# Israëlische basketbal League Cup
De Israëlische basketbal League Cup is een Israëlische bokaal in het basketbal die in 2006 voor het eerst werd georganiseerd door de Israel Basketball Association.

## Winnaars Israëlische basketbal League Cup
| Jaar | Winnaar               | Uitslag | Tegenstander            |
| ---- | --------------------- | ------- | ----------------------- |
| 2006 | Ironi Ashkelon        | 79 - 73 | Maccabi Rishon LeZion   |
| 2007 | Maccabi Tel Aviv      | 93 - 74 | Hapoel Jeruzalem        |
| 2008 | Hapoel Jeruzalem      | 84 - 69 | Ironi Nahariya          |
| 2009 | Hapoel Jeruzalem      | 86 - 80 | Maccabi Tel Aviv        |
| 2010 | Maccabi Tel Aviv      | 87 - 77 | Hapoel Jeruzalem        |
| 2011 | Maccabi Tel Aviv      | 78 - 74 | Hapoel Holon            |
| 2012 | Maccabi Tel Aviv      | 75 - 65 | Maccabi Ashdod          |
| 2013 | Maccabi Tel Aviv      | 88 - 77 | Hapoel Jeruzalem        |
| 2014 | Hapoel Jeruzalem      | 81 - 78 | Maccabi Tel Aviv        |
| 2015 | Maccabi Tel Aviv      | 87 - 80 | Hapoel Eilat            |
| 2016 | Hapoel Jeruzalem      | 77 - 62 | Maccabi Tel Aviv        |
| 2017 | Maccabi Tel Aviv      | 93 - 79 | Ironi Nahariya          |
| 2018 | Maccabi Rishon LeZion | 78 - 66 | Hapoel Be'er Sheva      |
| 2019 | Hapoel Jeruzalem      | 84 - 83 | Maccabi Tel Aviv        |
| 2020 | Maccabi Tel Aviv      | 86 - 84 | Hapoel Holon            |
| 2021 | Maccabi Tel Aviv      | 92 - 62 | Hapoel Eilat            |
| 2022 | Maccabi Tel Aviv      | 88 - 84 | Hapoel Tel Aviv         |
| 2023 | Hapoel Jeruzalem      | 79 - 71 | Maccabi Tel Aviv        |
| 2024 | Maccabi Tel Aviv      | 86 - 83 | Maccabi Ironi Ramat Gan |